# Limalepeta
Limalepeta is een geslacht van weekdieren uit de klasse van de Gastropoda (slakken).

## Soort
- Limalepeta lima (Dall, 1918)